# Diandrostachya
Diandrostachya es un género de plantas herbáceas de la familia de las poáceas. Es originario de África tropical y Sudamérica.

## Especies
- Diandrostachya chevalieri (Stapf) Jacq.-Fél.
- Diandrostachya chrysothrix (Nees) Jacq.-Fél.
- Diandrostachya fulva (C.E. Hubb.) Jacq.-Fél.
- Diandrostachya glabrinodis (C.E. Hubb.) J.B. Phipps
- Diandrostachya kerstingii (Pilg.) Jacq.-Fél.
- Diandrostachya scaettae (A. Camus) J.B. Phipps